# Kétvirág
Kétvirág (az eredetiben: Twoflower, am. „kétvirág”) Terry Pratchett brit író legnagyobb terjedelmű regényfolyamában, a Korongvilág-könyvsorozat egyes köteteiben szerepel, mint a Korongvilág első és egyetlen turistája.

## Története
Az Agátai Birodalom Bes Pelargic nevű városában dolgozott hivatalnokként. A mágia színé-ben érkezik Ankh-Morporkba. Kétezer rhinu értékű aranyat hozott magával a nyaralására. A Törött Dob nevű fogadóban felfogadja Széltolót idegenvezetőnek (előbb napi 1 rhinut ajánl, majd 1,5-re emeli a bért). A Potens Utazó nevű űrhajóval (űrhal) zuhannak le a Thetis nevű vizitrollal (az űrhalon kívül Széltoló és a Poggyász is velük zuhan) a Korongvilágról, miután a Krull birodalomból menekülnie kellett.

## Leírása
Jóindulatú és naiv. Szilárdan hiszi, hogy ha valamit hangosan és tagoltan mond, akkor azt a bennszülöttek meg fogják érteni. Jó anyagiakkal rendelkezik. Holmiját egy Poggyász nevezetű utazóláda hurcolja. Feltételezi, hogy mindenki jóindulatú és semmilyen baj nem történhet vele. Mindenre kíváncsi és mindent érdekesnek vagy festőinek talál.
Kinézetre alacsony, vézna alak, feje kopasz. Nincs szaglóérzéke. Térdnadrágot és rikító, egymást ütő, többszínű inget visel. Szemüveget visel (mivel Ankh-Morporkban nem ismerik ezt az eszközt, „négyszemű”-ként hivatkoznak rá, ez több olvasót megtévesztett; Josh Kirby, a címlap illusztrátora is négy szemmel ábrázolja a könyv borítóján). Széltoló trob nyelven érteti meg magát vele, de nem ez az anyanyelve.